# Максимилиан Емануил Баварски
Максимилиан Емануил Баварски (на немски: Maximilian Emanuel Herzog in Bayern; Max Emanuel, Mapperl; * 7 декември 1849, Мюнхен; † 12 юни 1893, Фелдафинг, Щарнбергско езеро, Горна Бавария) е баварски херцог от рода Вителсбахи. Той е баварски генерал-лейтенант и член на Имперския съвет.

## Биография
Максимилиан Емануил е третият син, най-малкото, деветото дете, на херцог Максимилиан Йозеф Баварски (1808 – 1888) и съпругата му братовчедка Лудовика Баварска (1808 – 1892), най-малката дъщеря на баварския крал Максимилиан I Йозеф и на принцеса Каролина Баденска. Сестра му Елизабет (Сиси) (1837 – 1898) е императрица на Австрия, през 1854 г. е омъжена за австрийския император Франц Йосиф I. Сестра му Мария-София Амалия (1841 – 1925) е кралица на Двете Сицилии, през 1859 г. е омъжена за Франческо II, крал на Двете Сицилии.
Максимилиан Емануил става лейтенант в Кралската баварска армия, в „2. Уланен-Регимент „Кьониг““, участва през 1866 г. във Ввойната против Прусия. От 1867 г. служи в „3. регимент „Херцог Карл Теодор““ и се бие по време на Френско-пруската война, участва в Обсадата на Париж (1870 – 1871).
От 1873 до 1874 г. той е командирован в „Баварската военна академия“, обаче завършва само 1. част от обучението и е преместен в „1. Уланен-Регимент“, където става през 1875 г. рит-майстер.
На 20 септември 1875 г. в Ебентал близо до Виена той се жени за принцеса Амалия Мария Луиза Франциска Сакс-Кобургготска (* 23 октомври 1848, Кобург; † 6 май 1894, дворец Бидерщайн; Мюнхен), дъщеря на херцог Август фон Сакс-Кобург-Гота (1818 -1881) и френската принцеса Клементина Бурбо-Орлеанска (1817 – 1907), дъщеря на френския крал Луи-Филип и Мария-Амалия Бурбон-Неаполитанска.
От 1875 г. той е майор и „ескадроншеф“ в „руския конен регимент „Кайзер Николай от Русия““. По здравословни причини е освободен през 1877 г. Той е повишен на генерал-майор и през 1887 г. е в Максимилиан-II-казармата в Мюнхен. От 1889 г. той е генерал-лейтенант.
През юни 1893 г. Макс Емануил получава тежки стомашни кръвотечения, от които умира във Фелдафинг на Щарнбергско езеро в Горна Бавария.
- Макс Емануил Баварски като млад поет
- Максимилиан Емануил Баварски и Амалия фон Саксония-Кобург и Гота

## Деца
Максимилиан Емануил и Амалия Мария Луиза Франциска имат трима синове:
- Зигфрид Август Максимилиан Мария (* 10 юли 1876, Бамберг; † 12 март 1952, Мюнхен)
- Кристоф Йозеф Клеменс Мария (* 22 април 1879, дворец Бидерщайн, Мюнхен; † 10 юли 1963, Мюнхен), женен в Мюнхен на 14 май 1924 г. за Анна Зибиг (* 18 юли 1874; † 1 януари 1958)
- Луитполд Емануел Лудвиг Мария (* 30 юни 1890, дворец Бидерщайн, Мюнхен; † 16 януари 1973, Вилдбад Кройт), историк по изкуство

## Филм
- „Sisis berühmte Geschwister“, BR-Dokumentarfilm von Bernhard Graf, 2016